# Trichosia longisetosa
Trichosia longisetosa är en tvåvingeart som beskrevs av Yang, Zhang och Yang 1998. Trichosia longisetosa ingår i släktet Trichosia och familjen sorgmyggor.
Artens utbredningsområde är Zhejiang (Kina). Inga underarter finns listade i Catalogue of Life.